# Abborrtjärnen (Lekvattnets socken, Värmland, 667334-132104)
Abborrtjärnen är en sjö i Torsby kommun i Värmland och ingår i Göta älvs huvudavrinningsområde.